# Cacic d'elm
El cacic d'elm (Cacicus oseryi) és un ocell de la família dels ictèrids (Icteridae).

## Hàbitat i distribució
Habita la selva de les terres baixes de l'est de l'Equador, est del Perú i nord de Bolívia.